# Rapcore
Rapcore (denumit uneori ca punk rap sau rap punk) este un subgen al rap rock-ului ce amestecă elemente vocale și instrumentale ale hip hop-ului cu punk rock-ul și hardcore punk.

## Artiști renumiți
- Attila
- Bloodhound Gang
- Body Count
- Borialis
- Chronic Future
- Clawfinger
- Deez Nuts
- Deuce
- Downset
- Falling in Reverse
- Hed PE
- Hollywood Undead
- Limp Bizkit
- Linkin Park
- One Minute Silence
- OPM
- Phunk Junkeez
- Rage Against the Machine
- Stuck Mojo
- Transplants
- Zebrahead